# José Merino del Río
José Merino del Río (Burgos, Espagne, 12 septembre 1949 - La Havane, Cuba,  8 octobre 2012) est un politologue, journaliste et homme politique costaricien de gauche, président fondateur du Parti Front large (Frente Amplio), pour lequel il a été député à l'Assemblée législative du Costa Rica entre 2006 et 2010. José Merino a également été député entre 1998 et 2002 avec l'étiquette du parti de centre gauche Force démocratique (Fuerza democrática). 